# Amido acetato
L'amido acetato (o amido acetilato) è un estere di amido con un gruppo CH3CO-.
Il suo impiego aumenta la stabilità degli impasti di salse, di dolciumi, verdura liofilizzata e polveri di frutta, con la denominazione di E-1420,  in quanto i gruppi acetati formano dei ponti tra le catene di amilopectina, prevenendo o riducendo la retrogradazione.